# 国鉄ED79形電気機関車
ED79形は、日本国有鉄道（国鉄）が1986年（昭和61年）から津軽海峡線用として製作した交流用電気機関車である。国鉄分割民営化後も、日本貨物鉄道（JR貨物）が1989年（平成元年）から新製した。

## 概要
国鉄が最後に開発した電気機関車で、青函トンネルを有する津軽海峡線区間の開業に伴う同区間の専用機関車として計画され、運用の置き換えで捻出されたED75形電気機関車700番台から34両が改造された。連続勾配・多湿・信号方式など、区間特有の条件に対応した種々の機能が付加され、費用対効果の観点から、本務機用（基本番台）の他に補機専用として最小限の改造を施工した車両（100番台）が設定された。改造は国鉄時代から開始され、1987年（昭和62年）4月の国鉄分割民営化に伴い北海道旅客鉄道（JR北海道）が全機を承継した。1988年（昭和63年）3月の青函トンネル開通以降、北海道新幹線が開業する2016年（平成28年）3月まで旅客列車や貨物列車に使用されていた。
1989年（平成元年）には貨物列車増発のため、JR貨物が50番台10両を新規製作した。これは基本番台と概ね同一仕様の車両で、津軽海峡線区間の貨物列車に重連で使用されていた。

### 投入背景
青函トンネルの運用方法については、当初新幹線を通すという計画で始められており、同トンネルを運行する貨物列車に関しても160 km/h程度の高速化が不可欠であることから、大容量（大出力）電気機関車構想が存在した。さらに、長大海底トンネルという特殊性から信頼性の高いVVVFインバータ制御による三相誘導電動機を用いた駆動方式の開発が行われ、インバータ、台車、主電動機の試作から台上試験まで行われたが、開発は中断した。
その後、同トンネルの運用方法が変更されて輸送条件が在来線と大きく変わらないこととなり、在来機関車の性能でも対応が可能となった。また、1984年（昭和59年）2月1日ダイヤ改正で貨物列車の大幅な削減が行われ、電気機関車の余剰が発生することから、本形式はこれらの改造により充当されることとなった。種車としては、前述のようにED75形700番台とされた。これは、
- 経年が10年程度であり、交流電気機関車の中では最も新しい。
- 屋根上の特別高圧機器が機械室内に収納されているため、津軽海峡線で必要となる耐雪害・耐塩害性を有する。
- トンネル内交交セクションに関係して集電装置取付位置が先頭輪軸より後位でなければならないが、それを満足している[3]。

ことが理由とされた。

## 構造
2軸ボギー台車を2組装備し、4軸の全てを動力軸とする「D型」機関車（軸配置 Bo - Bo）で、この基本構成は本形式の種車ED75形と同一である。
台枠と車体は種車のものを再用し、外部機器の絶縁強化・運転台側窓のアルミサッシ化と引き違い化など、常時高湿度環境への対策がなされる。基本番台には屋根上に新設した抵抗器を収納するカバーを設ける。
連続勾配 12 ‰ の青函トンネルを走行するため、降坂対応としてブレーキ管圧力制御装置を追加したほか、交流回生ブレーキを搭載する。このため無電弧低圧タップ切換方式はそのままに、基本番台の制御装置は種車の磁気増幅器+シリコン整流器からサイリスタに換装されている。主変圧器と低圧タップ切換器は種車のものをそのまま使用し、磁気増幅器とシリコン整流器を撤去して、その空きスペースに主サイリスタ整流器、界磁用変圧器、高速遮断器、力行・制動転換器などを搭載している。主サイリスタ整流器は位相制御および無電弧タップ切替用の逆並列サイリスタの4器に、回生インバーター用の単相サイリスタブリッジ8器、回生時の電流制御を行う界磁制御用サイリスタ2器とフリーホイールダイオード1器から成り立っている。単相サイリスタブリッジ8器は、力行時に全通制御を行いダイオードとして機能させている。サイリスタが二分されているED76形500番台やED78形・EF71形と異なり、本形式ではすべての機能が一基に集約されている。
基本番台と100番台との制御方式の差異に起因する走行特性差を極力解消させるため、基本番台では屋根上に安定抵抗器を設置する。12 ‰ の連続下り勾配において総重量 1,000 t の貨物列車を牽引する条件下でも、抑速は機関車1両で可能であることから、本務機となる基本番台のみに回生ブレーキを装備している。
台車は種車の仮想心皿台車 DT129 を再用し、駆動装置も種車と同一の吊り掛け駆動方式である。主電動機は種車の直流直巻電動機 MT52 系を再用し、転がり抵抗低減のため動輪側の支えとなる平軸受けをコロ軸受に変更した MT52C 形である。最高速度 110 km/h 運転対応のため、歯車比は 1：4.44 から 1：3.83 に変更された。歯車比の変更に伴う粘着引張力の減少は軸重を種車の16.8 t から17 tに増大させて填補した。軸重増大要因は、基本番台は搭載機器増加による重量増加、100番台は基本番台との走行性能を均衡させるために搭載した死重である。
集電装置は種車の下枠交差型パンタグラフ PS103 形をそのまま使用し、通常は2エンド側（函館側）のみ常用する。
空気ブレーキ装置は種車の非常ブレーキ時に作用する単機増圧ブレーキが、常用ブレーキ時にも作用する方式に改められ、BP圧制御装置を新設した。BP圧制御装置はコキ50000形250000番台けん引に対応した減圧促進装置及び、10000系高速貨車やその他電磁ブレーキ使用編成への指令装置が組み込まれ、従来の電磁ブレーキを装備した機関車が用いていた電空帰還器を廃止している。これらの指令を送るため9芯KE72H形ジャンパ連結器が0番台の両エンド及び、100番台の第2エンド側に装備されてる。
保安装置はATS-SNと海峡線専用の ATC-L 型を搭載する。第1エンド（青森側）の ATC 受信器は上り列車用 L 信号のみ、第2エンド（函館側）の ATC 受信器は下り列車用 U 信号のみを専用に受信する設定であり、各エンドの運転台は各々運転方向が限定される。補機専用の100番台は ATC 受電器のみを2エンド側に設置し、本線で先頭に出ない1エンド側には ATC を設置しない。重連運転で連結面となる基本番台2エンド側 および 100番台1エンド側には、相互を接続する青函 ATC 受電器専用の引き通しジャンパ連結器を装備する。これら設備仕様のため、基本番台・100番台ともジャンパ連結器は「片渡り構造」である。
重連総括制御は基本番台+100番台のみならず、基本番台または50番台が最低1両あれば可能な構造で、車両運用の都合から、実際に基本番台のみの重連や50番台+基本番台の重連で貨物列車に使用することもあった。

## 形態区分

### 基本番台

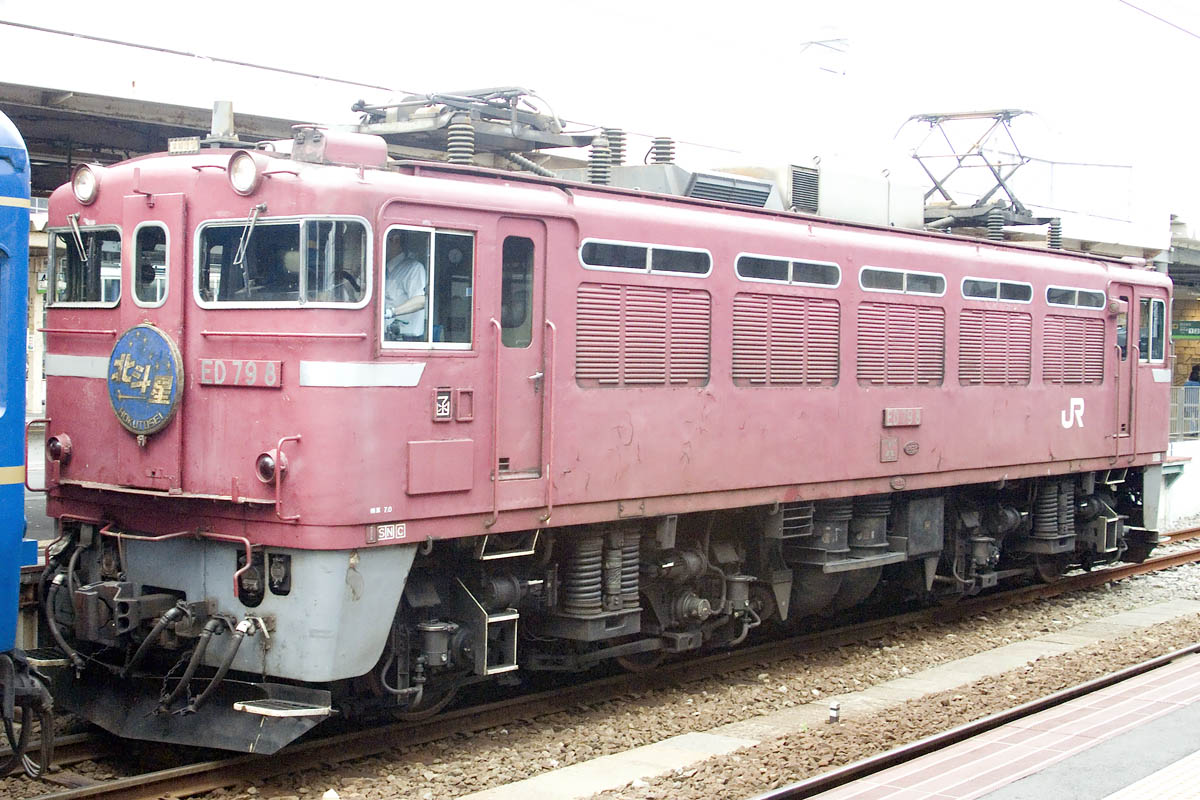
ED79 8（2004年撮影）

21両（1 - 21）が改造された。改造種車は後期の車両に集中している。
屋根上に安定抵抗器カバーを設置し、運転室側窓はHゴム固定＋落とし窓から引き違い式のアルミサッシに改造された。運転席側の側窓下の位置には青函無線用の板状アンテナを設けている。外部塗色は交流形電機標準の赤2号である。
改造箇所の名義は土崎工場（現在の東日本旅客鉄道（JR東日本）秋田総合車両センター）・苗穂工場・大宮工場（現在のJR東日本大宮総合車両センターとJR貨物大宮車両所）のほか、工期短縮のため東芝（府中）や日立製作所（水戸）といった車両メーカーに工事を委託した車両も存在する。

### 100番台

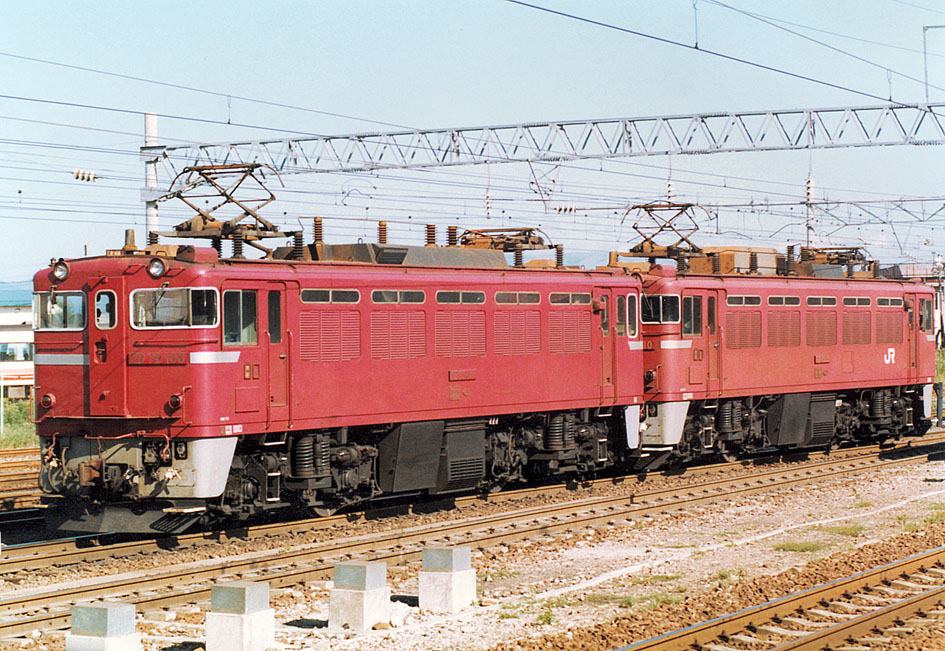
ED79 106+ED79 10（五稜郭駅、1991年撮影）

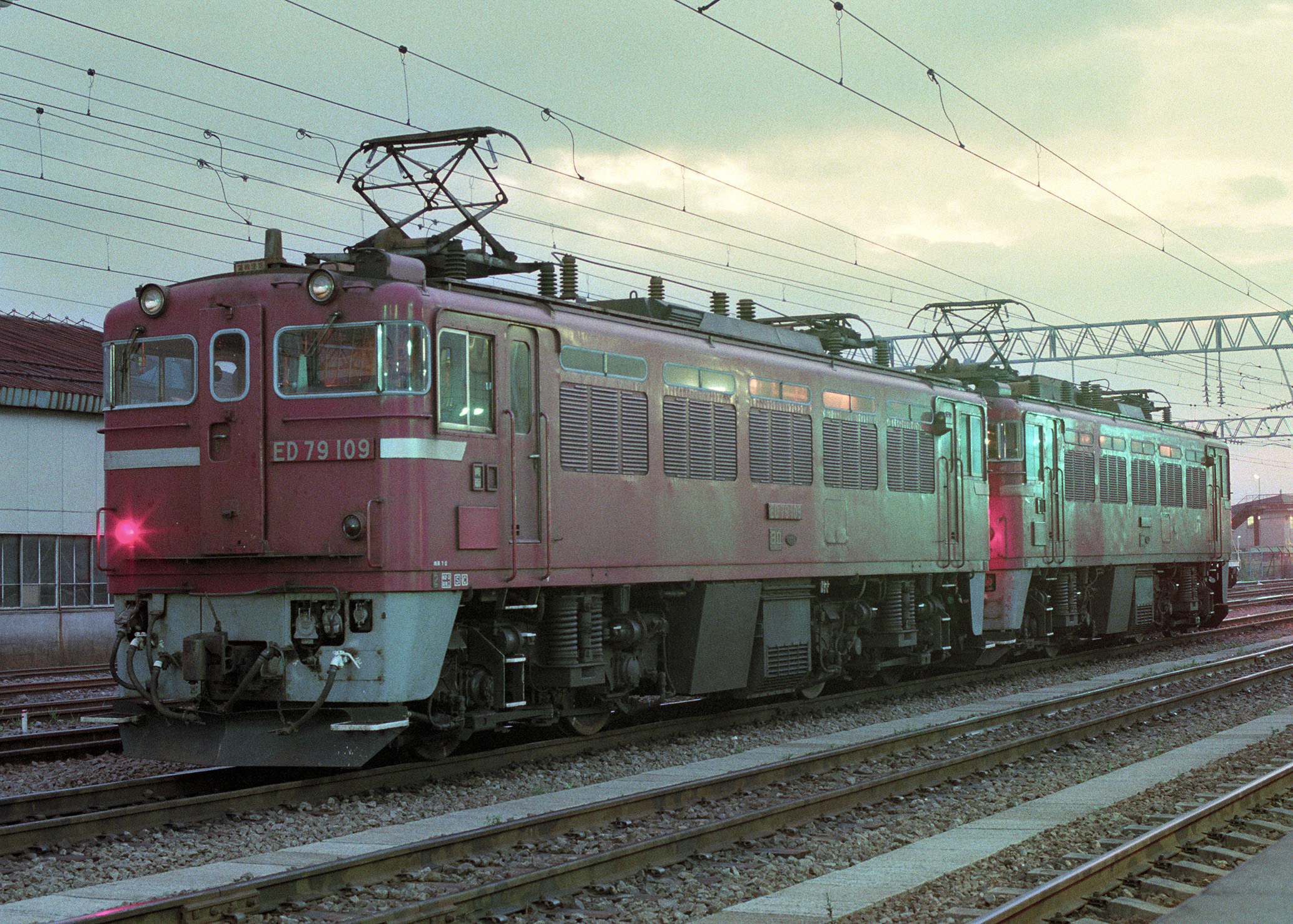
改造により運転台側窓が引き違いサッシとなったED79 109（五稜郭駅、1990年撮影）

貨物列車を重連で牽引する際の補助機関車として使用するため、土崎・苗穂・大宮の3工場で13両（101 - 113）が改造された。改造種車は前期の車両に集中している。
屋根上の回生ブレーキ用抵抗器は非装備、制御装置も種車の磁気増幅器+低圧タップ切換器をそのまま搭載する。常に重連の函館側に連結して運用するため、運転台の側窓改造は函館側（第2エンド側）のみ施工され、青森側（第1エンド側）の運転台は種車の固定窓+落とし窓のままである。ただし107・109・110の3両は、種車のED75時代に側窓が（1エンド側も）引き違いサッシ化されており、ED79への改造に際して特に手は加えられていない。保安装置は、側窓同様に本線運転で先頭となる函館側の運転台に ATC 受電器のみを設置する。ATC 装置本体は未設置のため、単独では海峡線の走行はできない。外部塗色は赤2号である。

### 50番台

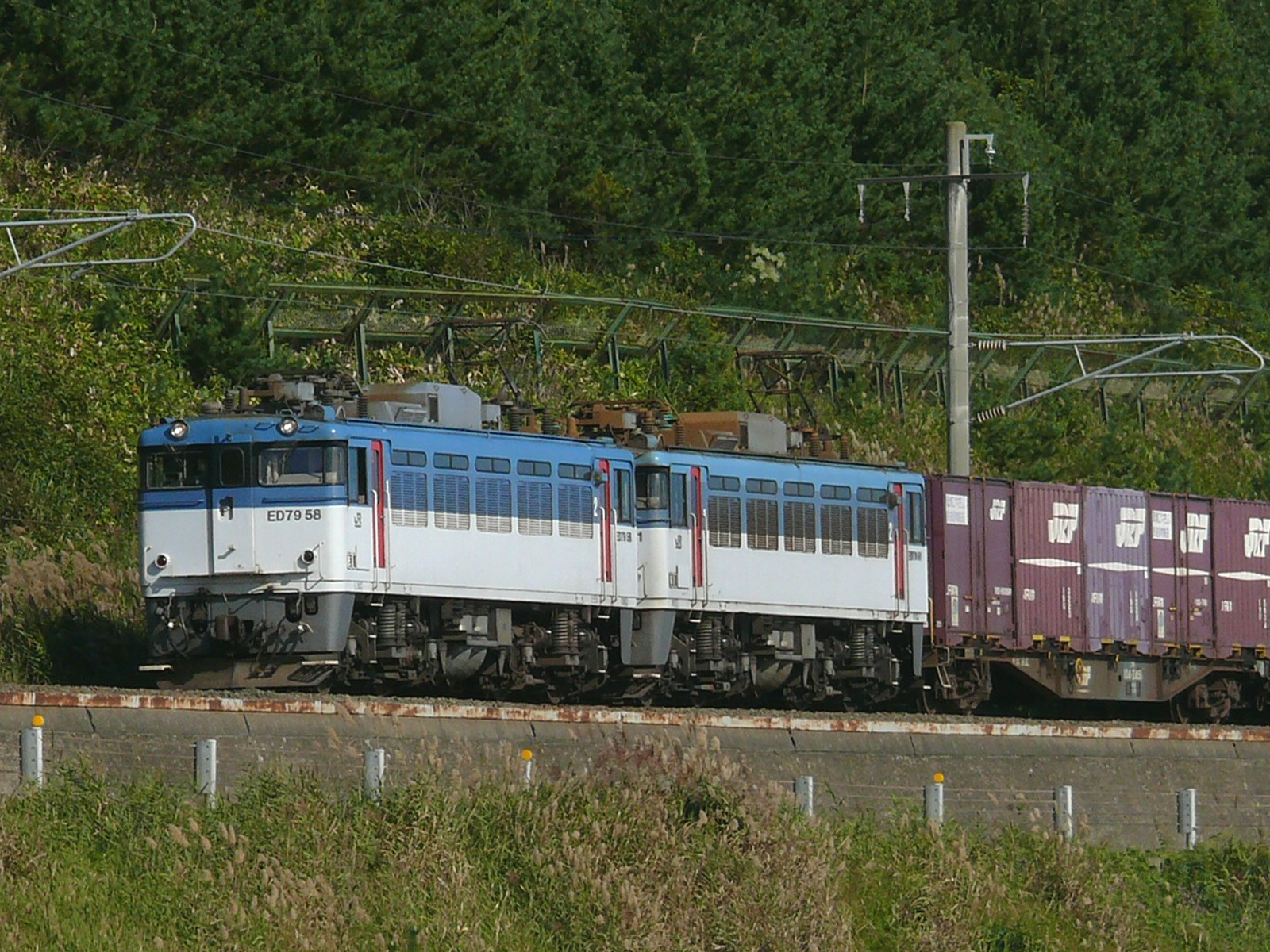
ED79 58と51号機の重連（2009年撮影）

津軽海峡線の貨物列車増発に対応するため、1989年に東芝で10両（51 - 60）が新製された。
基本番台とほぼ共通の仕様で製作されたが、ED76形と同じように前面窓を室内側に5度傾斜させ、前面窓直上にツララ切りを装備する。JR貨物の新製機であるが、客車列車牽引を想定し電気暖房装置を装備している。最高速度は100km/hと基本番台・100番台よりも低くなっている。台車は一体圧延車輪を使用するDT129T（1エンド側）およびDT129U（第2エンド側）である。外部塗色は車体がコンテナブルー+白、運転席の側扉は赤1号、床下機器は灰色である。青函ATC受信器は基本番台と異なり、上り列車用L信号、下り列車用U信号の双方を受信可能で、自動判別するため機関車の向きが変わっても、青函トンネルを走行可能である。ただし、ジャンパ連結器は基本番台と同じく片渡り構造となっている。56号機以降は製造当初、EF81形450番台と同じく裾周りに青帯が入っていた。
電磁ブレーキ指令回路はEF66形電気機関車（100番台）に準じ、電空帰還器を用いる構造から、カム接点付きのブレーキ弁に変更されている。

### 主要諸元
| 番台区分     | 基本番台                                                   | 100番台                                                    | 50番台                                                     |
| ------------ | ---------------------------------------------------------- | ---------------------------------------------------------- | ---------------------------------------------------------- |
| 全長         | 14,300 mm                                                  | 14,300 mm                                                  | 14,300 mm                                                  |
| 全幅         | 2,800 mm                                                   | 2,800 mm                                                   | 3,074 mm                                                   |
| 全高         | 4,199 mm                                                   | 3,878 mm                                                   | 4,280 mm                                                   |
| 運転整備質量 | 68.0 t                                                     | 68.0 t                                                     | 67.8 t                                                     |
| 最高運転速度 | 110 km/h                                                   | 110 km/h                                                   | 100 km/h                                                   |
| 電気方式     | 交流 20kV 50Hz                                             | 交流 20kV 50Hz                                             | 交流 20kV 50Hz                                             |
| 軸配置       | Bo-Bo （動軸 4）                                           | Bo-Bo （動軸 4）                                           | Bo-Bo （動軸 4）                                           |
| 動力台車形式 | DT129T、DT129U                                             | DT129T、DT129U                                             | DT129T、DT129U                                             |
| 主電動機     | MT52C形 × 4                                                | MT52C形 × 4                                                | MT52形 × 4                                                 |
| 定格出力     | 1,900kW（1時間定格）                                       | 1,900kW（1時間定格）                                       | 1,900kW（1時間定格）                                       |
| 定格引張力   | 12,160 kgf（1時間定格）                                    | 12,160 kgf（1時間定格）                                    | 12,160 kgf（1時間定格）                                    |
| 定格速度     | 56.5 km/h（1時間定格）                                     | 56.5 km/h（1時間定格）                                     | 56.5 km/h（1時間定格）                                     |
| 制御方式     | 無電弧低圧タップ切換（タップ間電圧連続制御）・弱め界磁制御 | 無電弧低圧タップ切換（タップ間電圧連続制御）・弱め界磁制御 | 無電弧低圧タップ切換（タップ間電圧連続制御）・弱め界磁制御 |
| 制御機器     | サイリスタ                                                 | シリコン整流器・磁気増幅器                                 | サイリスタ                                                 |
| ブレーキ方式 | EL14AS自動空気ブレーキ、増圧装置                           | EL14AS自動空気ブレーキ、増圧装置                           | EL14AS自動空気ブレーキ、増圧装置                           |
| 回生ブレーキ | サイリスタインバータ方式                                   | なし                                                       | サイリスタインバータ方式                                   |
| 保安装置     | ATC-L・ATS-SN                                              | ATC-L・ATS-SN                                              | ATC-L・ATS-SF                                              |
| 製造初年     | 1985年                                                     | 1985年                                                     | 1989年                                                     |
| 備考         | ED75形700番台からの改造                                    | ED75形700番台からの改造                                    | JR貨物による新製                                           |

## 運用の変遷
各区分とも検査は苗穂工場が担当し、同工場入場時および同工場検査後の試運転では工場近辺の札幌近隣区間で本形式が稼動していた。配置区から苗穂工場までの経路に非電化区間を含むため、DD51形・DF200形などのディーゼル機関車が牽引して回送を行っていた。

### JR北海道

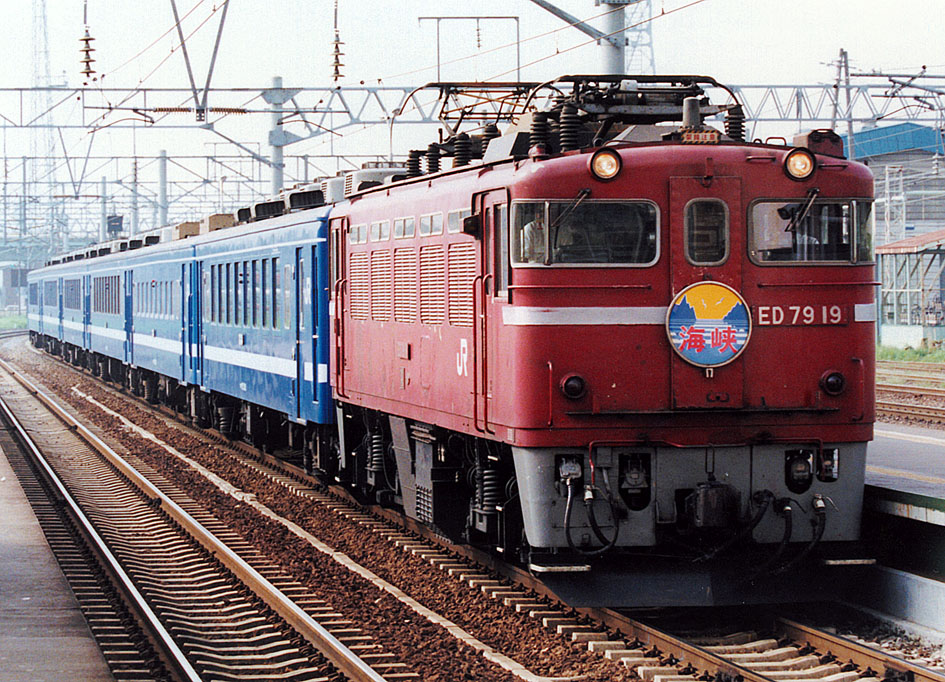
快速「海峡」を牽引するED79形（五稜郭駅、1992年撮影）

1986年度改造落成分は、函館運転区に配置された。また、1987年度改造分の種車となるED75形10両については国鉄分割民営化までに函館運転区に転入している。青函トンネル開通を目前にした1987年5月12日の五稜郭準備運転区が発足し、1986年度落成分については同日付で同区に転入した。1987年度落成分については、改造日と同日に同区に転入している。五稜郭準備運転区は、青函トンネルが開通した1988年3月13日付で青函運転区に改称され、基本番台・100番台の全機を配置し、津軽海峡線の青森 - 五稜郭・函館間で、旅客列車には単機で、貨物列車には100番台などとの重連で運用された。
本形式は仕様上方向転換ができないため、津軽線 - 青森駅 - 青い森鉄道線 - 青森信号場 - 奥羽貨物支線 - 津軽線 で構成されるデルタ線を一度に経由する貨物列車 - 旅客列車の連続運用は行われない。
1998年からは「ドラえもん海底列車」牽引のため、一部の車両に「ドラえもん」のキャラクターイラストが描かれた。
2002年12月の東北新幹線八戸開業による列車体系変更で快速「海峡」が廃止され、同列車および「ドラえもん海底列車」での運用が終了した。これに伴い「ドラえもん」塗装車は元の塗装に復旧されている。
2006年3月ダイヤ改正でJR貨物からの運用受託が解消され、貨物列車の定期運用が終了した。これはJR貨物が投入を進めていた新型のEH500形電気機関車による東北本線系統からの直通運用拡大によるものである。同改正では寝台特急「日本海1・4号」が区間廃止され、同列車での運用が終了している。
継続使用する車両には特別保全工事が施工される一方、仕業減少や老朽化により廃車も進行し、2003（平成15）年度に3両（3, 6, 21）、2004年度に2両（2, 16）、2005（平成17）年度に3両（5, 8, 17）、2008（平成20）年度には保留車扱いだった3両（1, 15, 19）が廃車された。さらに、2012年（平成24年）10月に10が五稜郭から苗穂へ部品取り車として回送、20の修繕に一部の部品を流用した後10月31日付で廃車解体され、11も部品取り用途として廃車となった。稼動車の一部には、第2エンド側の集電装置をシングルアーム式パンタグラフの PS79 形に交換した車両が存在した。その後、2016年（平成28年）3月26日に北海道新幹線（新青森 - 新函館北斗）が開業し、海峡線の架線電圧が交流20 kVから同25 kVに昇圧されたため、全機が運用を離脱。最後まで残った5両（4, 7, 13, 14, 20）が2016年3月31日付で廃車され、形式消滅した。これにより、2016年（平成28年）4月1日を以って同社から電気機関車が消滅した。
100番台は基本番台との重連で貨物列車の牽引に充当されたが、新形機関車の導入などによって順次廃車が進み、2006年（平成18年）3月のダイヤ改正で定期運用から撤退した。その後も保留車として3両（104, 107, 108）が残存していたが、2009年（平成21年）3月24日付で廃車され、消滅している。
廃車後は0番台・100番台共に解体され、2005（平成17）年度に廃車された5号機のみが五稜郭機関区に残存していたが、これも2020年（令和2年）2月に解体された。
牽引した列車。
- 寝台特急 「北斗星」（臨時列車）※2015年8月22日廃止（定期列車は2015年3月13日廃止）
- 寝台特急「トワイライトエクスプレス」（臨時列車）※2015年3月12日廃止
- 寝台特急「日本海」※1・4号のみ。2006年3月18日青森 - 函館間が区間廃止
- 寝台特急「エルム」（臨時列車）※2006年8月13日廃止
- 特急「カートレイン北海道」（臨時列車）
- 急行「カートレインさっぽろ」（臨時列車）
- 快速「海峡」※2002年11月30日廃止
- 寝台特急「カシオペア」（臨時列車）※2016年3月20日運行終了、団体専用列車として運行
- 急行「はまなす」※2016年3月21日廃止

### JR貨物

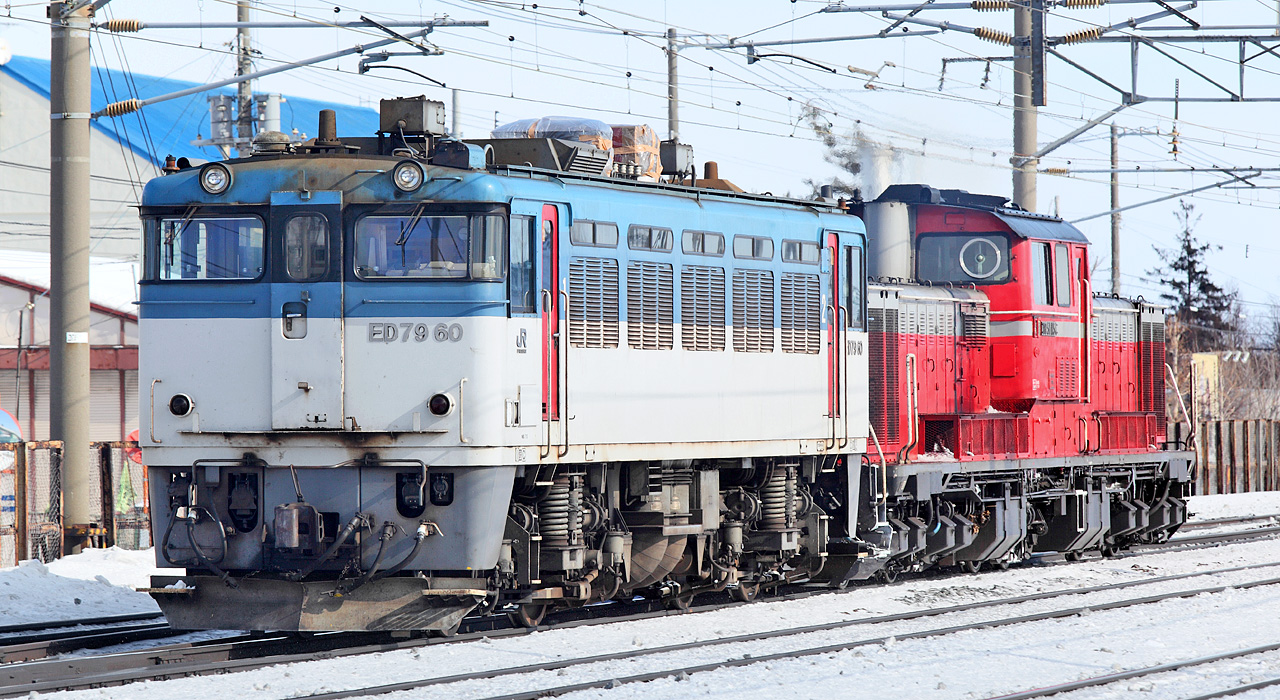
苗穂工場から五稜郭機関区への無動力回送（苗穂 - 白石）

50番台は五稜郭機関区に配置され、津軽海峡線青森信号場 - 五稜郭間の貨物列車牽引に重連で運用されていた。
貨物列車増発用として1989年（平成元年）3月ダイヤ改正で6両（51 - 56）が落成して運用を開始する予定だったが、落成が遅れたために当初は青函運転区の0番台ないし100番台を借用する形となった。1990年3月改正で4両（57 - 60）が追加された。1991年3月ダイヤ改正では青森信号場での間合いを生かし、運用範囲が盛岡貨物ターミナル駅まで、1997年3月ダイヤ改正では長町駅まで拡大したが、2001年3月ダイヤ改正で青森信号場以南の運用をEH500形に移管した。
2000年（平成12年）に五稜郭駅構内で発生した衝突事故で56号機が廃車された。2015年（平成27年）3月1日の時点で9両が在籍していたが、北海道新幹線の開業を待たずに2015年（平成27年）4月に全機が運用を離脱し、廃車となった。
廃車後は全て解体処分されており、現存しない。